# Estadio Anoeta
Estadio Anoeta er et stadion beliggende i San Sebastián, i den spanske del af Baskerlandet. Udover at lægge græstæppe til fodboldkampe, lægger stadionet også hus til både atletik og rugby. I øjeblikket er hovedbrugeren af det 32.076-tilskuer store stadion dog fodboldklubben Real Sociedad.